# Оскар де Сомвил
?
Оскар де Сомвил (фр. Oscar Charles de Somville; 19. август 1876 — 30. август 1936) био је белгијски веслач, освајач две сребрне олимпијске медаље. Био је члан белгијског Краљевског наутичког клуба Гент из Гента, са којим је наступао на Олимпијским играма 1900. у Паризу и 1908. у Лондону.
На Олимпијским играма 1900. такмичио се у трци осмераца. Посаду осмерца су чинили:Жил де Бишоп, Проспер Бругеман, Оскар де Сомвил, Оскар де Кок, Морис Хемелсут, Марцел ван Кромбруге, Франк Одберг, Морис Вердонк и Алфред ван Ландегем (кормилар). У финалној трци резултатом 6:13,8 мин. освојили су друго место.
Исти успех постигао је и на Олимпијским играма 1908. у трци осмераца. Посаду осмерца су чинили:Оскар Телман, Марсел Маримон, Реми Орбан, Жорж Мајс, Франсоа Фергухт, Полидор Фејрман, Оскар де Сомвил, Родолф Пома и Алфред ван Ландегем (кормилар). У финалној постигли су резултат 7:57,5 минута.